# Berufsbildungszentrum Panevėžys
Das Berufsbildungszentrum Panevėžys (lit. Panevėžio profesinio rengimo centras, Panevėžio PRC) war eine Berufsschule, Fahrschule mit einer allgemeinbildender Gymnasialabteilung in der fünftgrößten litauischen Stadt Panevėžys. 2014 besuchten 1207 Schüler die Schule, auf der 15 Berufsausbildungen angeboten werden. Im Zentrum arbeiteten 182 Mitarbeiter (April 2013). Die Partnerschulen waren in Limbaži (Lettland), Mäntsälä (Finnland) und Gronowo in Polen.

## Geschichte
1963 wurde die polytechnische Schule Panevėžys gegründet. Dort lernten die Arbeiter der Metallverarbeitung.
1978 wurde die Landwirtschaftsschule gegründet.
1983 wurde die Bauarbeiterschule Panevėžys gegründet. Die meisten Absolventen arbeiteten beim Bautrest Panevėžio statybos trestas.
2000 wurde das heutige Bildungszentrum Panevėžio profesinio rengimo centras gegründet.
2003 wurde die Rechtsform zu Viešoji įstaiga geändert. 2022 wurde das Zentrum nach der Reorganisation aufgelöst und das neue Bildungszentrum Panevėžys (Panevėžio mokymo centras) errichtet.